# جامعة سيملفيس
جامعة سيملفيس (بالمجرية: Semmelweis Egyetem) هي كلية طبية في بودابست، المجر تأسست عام 1769. 250 عامًا من التقاليد والتركيز الفريد على الرعاية الصحية جعلها واحدة من الجامعات الرائدة في الطب والعلوم الصحية في المجر ومنطقة أوروبا الوسطى. من خلال كلياتها الست ومدرسة الدكتوراه، تغطي جميع جوانب العلوم الطبية والصحية بدءًا من علم الأمراض من خلال علم الوراثة وطب الأطفال والصيدلة وطب الأسنان وعلم التغذية والعلاج الطبيعي والتمريض والسياسة الصحية والإدارة إلى تدريب الموصل.
بالإضافة إلى التدريس، تعد جامعة سيملفيس أكبر مزود لخدمات الرعاية الصحية في المجر. تخدم معظم الأقسام الحالات الأكثر خطورة والمرضى الذين يحتاجون إلى علاج معقد، مما يجعل الجامعة مزودًا وطنيًا للرعاية الصحية.
يشكل البحث والتطوير والابتكار جزءًا مهمًا من مهمة الجامعة ثلاثية الأبعاد. الهدف من البحث في الجامعة هو التشخيص والعلاج المبكر والوقاية من الأمراض والشيخوخة النشطة. يوجد حاليًا 300 مجموعة بحثية في الجامعة بما في ذلك 31 منحة بحثية دولية و94 منحة بحثية مجرية.

## تاريخ

### التأسيس وحرب الاستقلال (1769-1848)
تعود جذور جامعة سيملفيس إلى القرن الثامن عشر، عندما أضافت الإمبراطورة ماريا تيريزا كلية الطب إلى الجامعة المجرية الوحيدة في ذلك الوقت، جامعة ناغيزومبات (ترنافا). كخطوة أولى، رفعت الإمبراطورة، في ميثاق بتاريخ 17 يوليو 1769، الجامعة إلى مرتبة «المعهد الملكي» وزودتها بمنح لتمويل كلية الطب، التي كان من المقرر إنشاؤها بعد ذلك بوقت قصير.
بدأ التشكيل الفعلي للكلية الجديدة بعد مرسوم الإمبراطورة في 7 نوفمبر 1769. أسند العمل التنظيمي إلى طبيبها في البلاط الهولندي، جيرارد فان سويتن، الذي سبق له أن نظم نظام الرعاية الصحية في الإمبراطورية وقام بتحديث جامعة فيينا أيضًا.
افتتحت كلية الطب في نوفمبر 1770، بخمسة أقسام فقط. تم منحها مبنى خاص بها في عام 1772، ولكن سرعان ما غادرت الجامعة بأكملها مدينة ناغيزومبات الصغيرة، وانتقلت إلى وسط البلاد: بودا. على الرغم من أن الجامعة كانت تعمل بشكل مستمر منذ إنشائها، إلا أن حفل الافتتاح وإعادة تأسيس الجامعة، الذي أقيم في قلعة بودا، تم فقط في يونيو 1780، بعد ثلاث سنوات من الانتقال. عندما لم تثبت مدينة بودا أنها موقع مناسب للجامعة أيضًا، انتقلت إلى بيست في عام 1784 واستقرت في دير اليسوعيين السابق.
وفي الوقت نفسه، زاد عدد الأقسام والطلاب في الكلية بشكل مطرد، حيث تجاوز الأخير علامة الألف المثيرة للإعجاب بحلول أوائل ثلاثينات القرن التاسع عشر. بالإضافة إلى تدريب الأطباء، قامت الكلية أيضًا بتدريب أساتذة الجراحين والجراحين المدنيين والماجستير الصيادلة والأطباء البيطريين والقابلات.
كانت لغة التدريس في كلية الطب لاتينية في القرن التاسع عشر، على الرغم من أن كليات الجامعة الأخرى كانت تدرس دوراتها إما باللغة الألمانية أو المجرية.
وجد إعلان اللغة الهنغارية كلغة رسمية للدولة كجزء من الإصلاحات القومية في أربعينات القرن التاسع عشر أن التعليم الطبي غير جاهز تمامًا، حيث أن مجموعة معقدة من المصطلحات الطبية التقنية لم تكن موجودة بعد في الهنغارية. في الواقع، انتهى الأمر بأساتذة كلية الطب إلى المساهمة بشكل كبير في إنشاء مفردات طبية حديثة في نهاية المطاف.

### البقاء والنهضة (1848-1919)
أثرت حرب الاستقلال بشدة على أعضاء هيئة التدريس بالكلية، حيث هاجر بعضهم، بينما سُجن آخرون. كان لابد من استبعاد خطط التنمية طويلة المدى التي تم وضعها في عام 1848 من جدول الأعمال لفترة طويلة. ومع ذلك، حدث بعض التحديث خلال هذه الفترة الرجعية. من عام 1850 فصاعدًا، أصبح التخرج من المدرسة الثانوية إلزاميًا للقبول في الجامعة. على الرغم من استمرار تدريب الممارسين في تسعة أقسام، إلا أن برنامج الماجستير في الجراحة، الذي كان ممتلئًا في السابق باستمرار حتى السعة، ذبل وتوقف في النهاية. في عام 1872، تم حل النقابات الجراحية أيضًا.
نتيجة لتسوية 1867، أصبحت المجرية اللغة الرسمية للبلاد مرة أخرى، فضلاً عن لغة التدريس الوحيدة في ما كان يُعرف في ذلك الوقت باسم جامعة بودابست. كنتيجة مباشرة، اختفى الطلاب الناطقون بالأجانب الذين وصلوا سابقًا بأعداد كبيرة من الجامعة، مما أدى إلى تجريد كلية الطب مؤقتًا من طابعها متعدد الثقافات.
في الوقت نفسه، واجه تدريب الأطباء والصيادلة في المجر مجموعة جديدة تمامًا من التحديات. الازدهار المدني والاقتصادي وما يرتبط به من مشاكل الصحة العامة الناجمة عن التحضر السريع من ناحية، والتطور السريع للمجال الطبي من ناحية أخرى، مارس ضغطًا ثنائيًا على كلية الطب.
تم الرد على كل هذه القضايا من خلال خطط التنمية لبناء شبكة المؤسسات الصحية، وتحسين التعليم العالي لخدمة هذه الشبكة. في عام 1872، تم دمج برنامج الماجستير في الجراحة والطبيب في الطب، وتم تقديم نظام تدريب طبي موحد. بعد هذا التطور، في عام 1873، يمكن أيضًا البدء في بناء مواقع جديدة تمامًا لكلية الطب في بودابست. استمرت أعمال البناء حتى عام 1911، وكانت النتيجة النهائية مؤسسة علمية على قدم المساواة مع المعايير المعاصرة من جميع النواحي.
من ثمانينات القرن التاسع عشر فصاعدًا، كان عدد الطلاب المسجلين في كلية الطب يزيد باطراد عن 1000، كما تم السماح للنساء قانونًا بالقبول في الدورات الطبية والصيدلة منذ عام 1895.
خلال الحرب العالمية الأولى، انضم العديد من طلاب الكلية والمعلمين إلى الجيش النمساوي المجري. تمت زيادة عدد أسرة المستشفيات الصالحة للخدمة بسرعة إلى 2000، تم حجز نصفها للجرحى. جلب التحول إلى اقتصاد الحرب قيودًا مالية كبيرة على الجامعة أيضًا، ولكن تم تنفيذ غالبية أعمال البناء بالفعل قبل الحرب، وبالتالي تم الانتهاء من كلية الطب في بودابست بنجاح.
بعد الهدنة، عاد الطلاب المنزوعون من أسلحتهم إلى الجامعة من الخنادق بشكل جماعي، مما خلق وضعًا مستحيلًا للمؤسسة، تمامًا مثل الدكتاتورية البروليتارية القصيرة التي تلت ذلك بفترة وجيزة، والتي سحبت على الفور تقريبًا استقلالية الجامعة وتدخلت بعمق في شؤونها الداخلية.

### سنوات ما بين الحربين والحرب العالمية الثانية (1920-1951)
أدت الحرب والاحتلال الروماني لبودابست واقتطاع البلاد من خلال معاهدة تريانون وعدم اليقين السياسي العام إلى توترات اقتصادية واجتماعية خطيرة للغاية، والتي كان لها تأثير على الجامعة أيضًا. في عام 1921، تم تغيير اسم الجامعة إلى جامعة بازماني بيتر Pázmány Péter، تكريماً لمؤسس الجامعة الأصلي. في العام التالي، تم إدخال إصلاح في التعليم الطبي، مما أدى إلى زيادة فترة التدريب من خمس إلى ست سنوات.
تأسست كلية طب الأسنان في عام 1909، عندما تم افتتاح أحدث عيادة أسنان في أوروبا، عيادة طب الأسنان بالقرب من الكلية. في العشرينات من القرن الماضي، تمت إضافة تعليم جراحة الوجه والفكين وقسم الأشعة السينية إلى ميزات العيادة. أصبح طب الأسنان مادة إلزامية في التعليم الطبي عام 1947.
في سنوات ما بين الحربين، لم يتم إدخال أي تطورات جديدة في جامعة بازماني بيتر أو كلية الطب، حيث تم تخصيص جميع الموارد لبناء ثلاث جامعات في الريف.
لم يكن للحرب العالمية الثانية تأثير كبير على الجامعة حتى الاحتلال الألماني للمجر في ربيع عام 1944، بصرف النظر عن الخدمة العسكرية الإجبارية التي تؤثر على أعضاء هيئة التدريس.
على الرغم من تلقي تعليمات صريحة للقيام بذلك من قبل حكومة نيلاس (النازية المجرية)، رفضت الجامعة الانتقال إلى ألمانيا. ومع ذلك، حتى قبل إغلاق حلقة الحصار العسكري تمامًا حول بودابست، تم إعادة توطين العديد من طلاب السنة العليا من المهندسين والطب والصيدلة والطب البيطري بالقوة من خلال التجنيد. وهكذا، تم نقل ما مجموعه حوالي 600 من طلاب الطب والصيدلة مع أعضاء هيئة التدريس، بعضهم إلى هاله والبعض الآخر إلى النمسا.
تسبب حصار بودابست في أضرار جسيمة لمباني الجامعة. بعد الحرب، بدأت عمليات تطهير واسعة النطاق بدوافع سياسية لأعضاء هيئة التدريس، وبالتالي تم استبدال معظمهم.
لقد غيرت الديكتاتورية الشيوعية النامية تدريجياً في النهاية، ليس فقط تكوين أعضاء هيئة التدريس بالجامعة والتكوين الاجتماعي لطلابها، ولكن الجامعة نفسها بأكملها. في عام 1950، اعتبر النظام الشيوعي أن اسم الجامعة، بيتر بازماني (رئيس أساقفة إيسترغوم، الذي أسس جامعة ناغيزومبات)، غير مقبول، وبالتالي تم تغيير اسم الجامعة إلى جامعة Eötvös Loránd (ELTE). ثم، في عام 1951، في خطوة أوسع تستند إلى النموذج الروسي، انفصلت كليات الطب عن الجامعات الأم وتحولت إلى مؤسسات مستقلة ومتخصصة. أصبحت كلية الطب في جامعة Eötvös Loránd التي أعيدت تسميتها حديثًا هي جامعة الطب في بودابست (BOTE).

### سنوات ما بعد الحرب والاشتراكية (1952-1989)
في فترة ما بعد الحرب، تمتعت جامعة الطب في بودابست التي تم تشكيلها حديثًا بفترة نمو كبير وواسع، حيث تمت إضافة العديد من المستشفيات - التي تم تحويلها إلى عيادات - إليها. تمكنت الجامعة من إنشاء أقسام مفقودة سابقًا، على الرغم من أن هذا التطور السريع أدى إلى تجزئة إقليمية للجامعة.
بعد سحب الدولة الشيوعية الحكم الذاتي للجامعة، تم وضعها تحت الرقابة المركزية الصارمة لوزارة الصحة، والتي حددت حتى مدى مشاركتها في الرعاية الطبية الإقليمية. في هذه الأثناء، بدأت الأبحاث الطبية في إشراك مناطق باهظة الثمن بشكل متزايد، مما أدى بالتالي إلى تخلف الجامعة عن الدول الأكثر ثراءً في العالم. ومما زاد الطين بلة، كان هناك اتجاه سياسي للعزلة في الخمسينات من القرن الماضي، بسبب النفوذ السوفيتي الحصري.

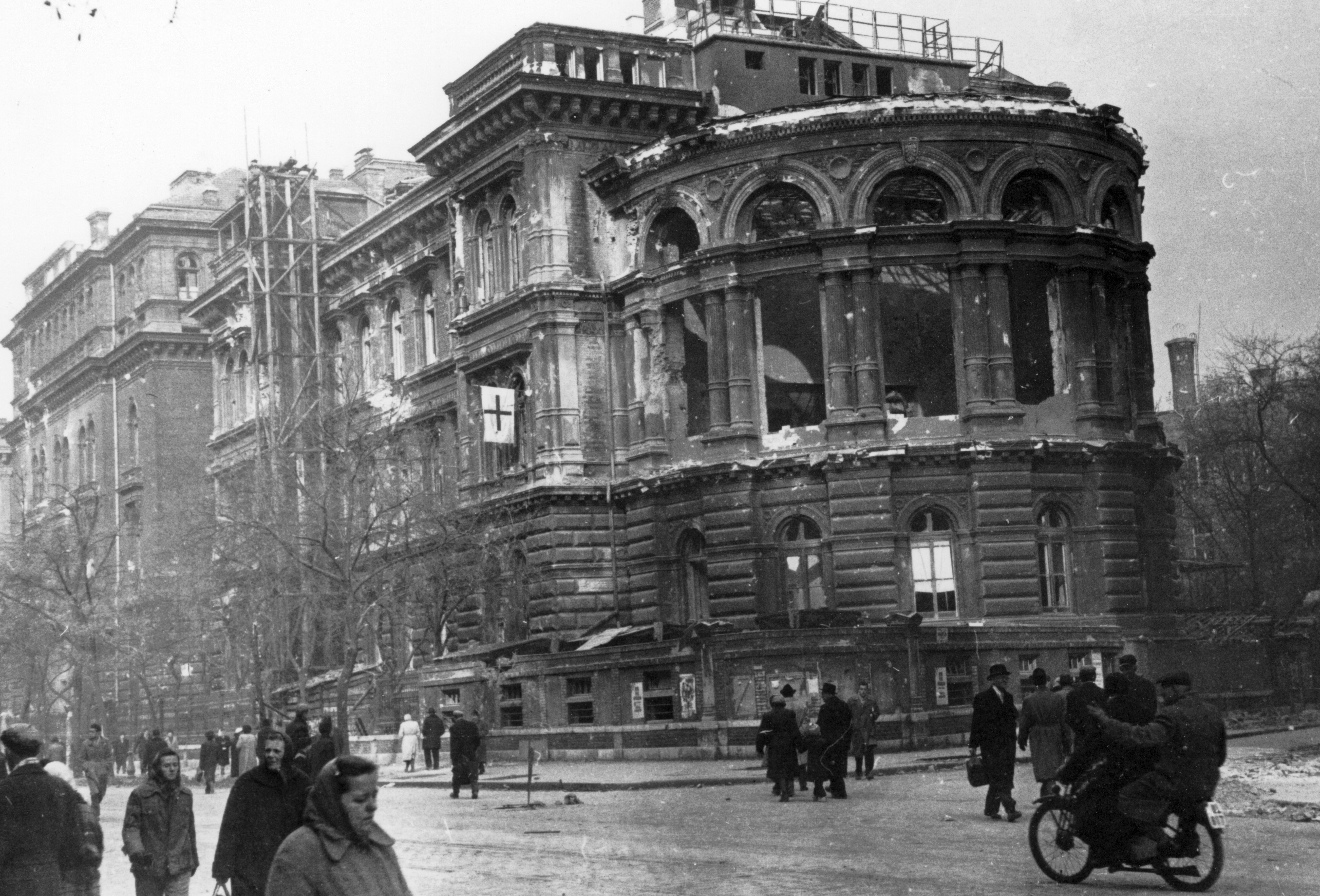
قسم الجلدية بعد ثورة 1956.

المكونات الأساسية لجامعة حقيقية، مثل مكتب رئيس الجامعة والكليات اتخذت شكلها النهائي في عام 1955. تم نقل التدريب الصيدلاني من جامعة Eötvös Loránd للعلوم إلى جامعة الطب في بودابست في عام 1951، وبدأ تدريب أطباء طب الأسنان في نظام جديد تمامًا في عام 1952.
خلال ثورة 1956، وجدت الجامعة نفسها في قلب الأحداث، حيث قامت عياداتها بشكل أساسي بدور مستشفيات الحرب وموظفي الجامعة والطلاب الذين أظهروا التزامًا بطوليًا حقيقيًا تجاه القضية الوطنية. في غضون أسابيع قليلة، تضررت مباني الجامعة، وفر ما يقرب من 180 أستاذًا وموظفًا، بالإضافة إلى عدد كبير من الطلاب، من البلاد في أعقاب الثورة مباشرة. بعد التوحيد السوفياتي، استمر تطوير الجامعة، وإن كان بوتيرة أبطأ من ذي قبل. أكبر استثمار في تلك الفترة، الكتلة النظرية في Nagyvárad tér (NET)، اكتمل في عام 1978.
في الستينات، أصبح الاتصال العلمي بالعالم الغربي ممكنًا، وإن كان تدريجيًا وتحت إشراف دقيق. في 7 نوفمبر 1969، الذكرى المئوية الثانية لتأسيس كلية الطب في جامعة ناغيزومبات، قررت الجامعة الاحتفال بهذه المناسبة من خلال أخذ اسم أستاذها الأكثر شهرة، Ignác Semmelweis، المعروف أيضًا باسم «منقذ الأمهات». وهكذا أصبحت جامعة الطب في بودابست جامعة سيميلويس للطب.

### الدمقرطة والقرن الحادي والعشرون (1989-2019)
في الخمسينات من القرن الماضي، بدأ الطلاب الأجانب في حضور دورات في الجامعة. ومع ذلك، فقط أولئك الذين يأتون من البلدان التي تعتبرها القيادة السياسية دولًا شقيقة (على سبيل المثال ألبانيا وكوريا الشمالية وألمانيا الشرقية وفيتنام) سُمح لها بالحضور. في ذلك الوقت، تم تدريب هؤلاء الطلاب الدوليين باللغة المجرية. أدى التحرير النسبي في السبعينات إلى زيادة كبيرة في عدد الطلاب الأجانب، الذين بدأوا في الوصول من أجزاء أخرى من العالم. كان أهم تطور في تدريب الطلاب الأجانب هو إطلاق دروس في اللغة الألمانية في عام 1983 وباللغة الإنجليزية في عام 1989. منذ ذلك الحين، ازداد عدد الطلاب الدوليين باطراد من خلال تغيير النظام حتى يومنا هذا.
في عام 1989، بدأت عملية الدمقرطة، مما أدى إلى تغييرات مهمة للجامعة، بما في ذلك استعادة استقلاليتها. في 1 يناير 2000، اندمجت جامعة سيميلويس للطب (SOTE) مع جامعة إيمري هاينال للعلوم الصحية (HIETE) وجامعة التربية البدنية (TF)، وتم تغيير اسمها إلى جامعة سيميلويس. مع إضافة كلية الصحة والخدمات العامة في مارس 2010، ضمت الجامعة ما مجموعه ست كليات، وهي كلية طب الأسنان، كلية الصحة والخدمات العامة، كلية العلوم الصحية، كلية الطب، كلية الصيدلة وكلية التربية البدنية وعلوم الرياضة حتى 1 سبتمبر 2014. انفصلت كلية التربية البدنية وعلوم الرياضة عن جامعة سيميلويس في 1 سبتمبر 2014 وشكلت جامعة منفصلة. في 1 أغسطس 2017، أصبحت كلية András Pető السابقة، مع مركزها التربوي التوصيلي، جزءًا من جامعة سيملفيس.

## المباني والمواقع
لا يوجد حرم جامعي للجامعة. بدلاً من ذلك، تنتشر كلياتها وأقسامها ومستشفياتها وعياداتها ومكتباتها ومرافق الرياضة والإقامة في جميع أنحاء بودابست، عاصمة المجر. هناك بعض المرافق المجمعة، ومعظم أقسامها السريرية تنتمي إلى واحدة من المجموعات السريرية الثلاث.

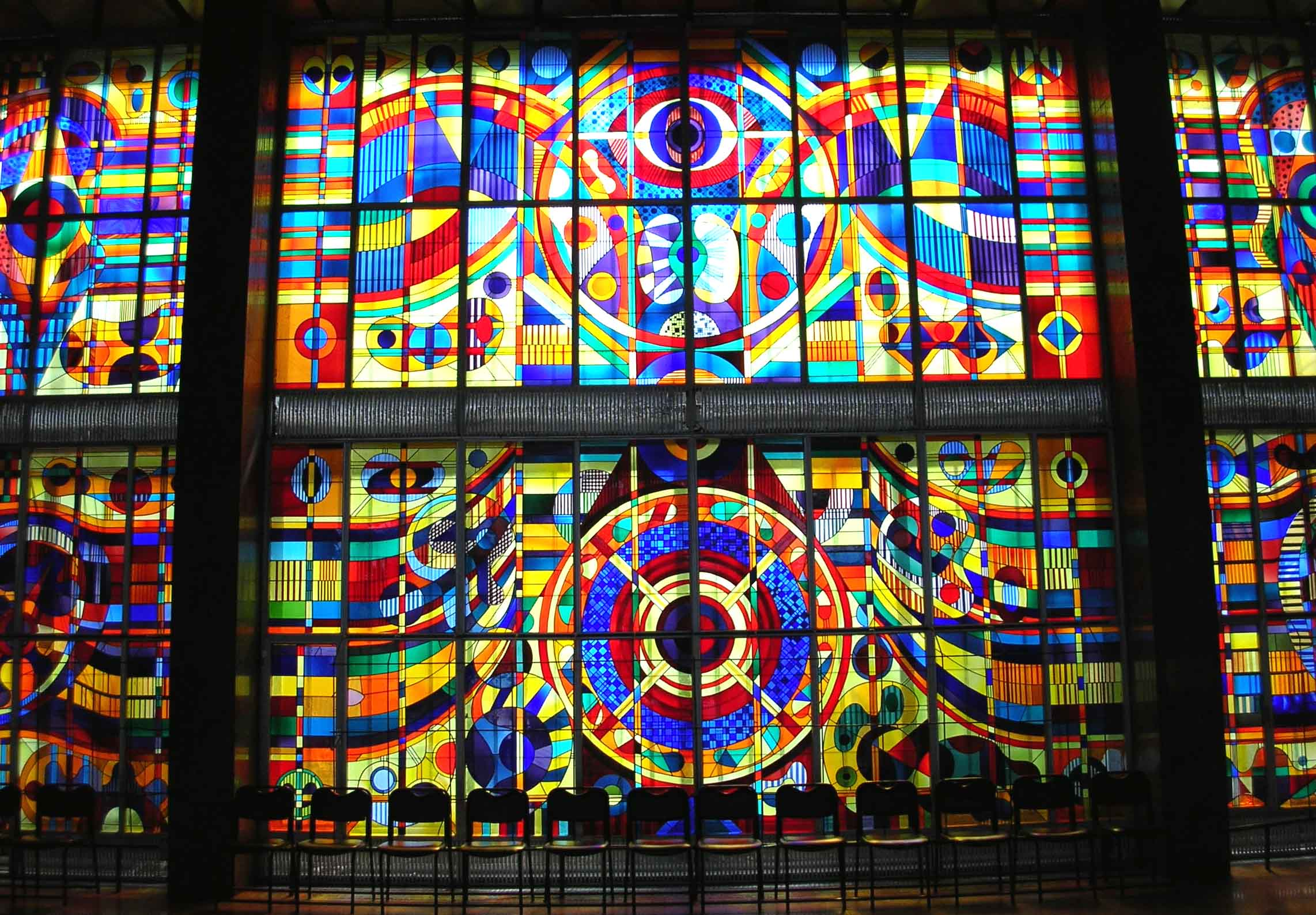
نافذة زجاجية ملونة في المبنى النظري للجامعة

يعد المبنى النظري للجامعة أطول مبنى شاهق في المجر والمبنى الشهير لجامعة سيملفيس. يضم العديد من المؤسسات البحثية ومركز الطلاب ومكتب اتحاد الطلاب وقاعات المحاضرات وقاعات المؤتمرات وأكبر تركيبات الزجاج المعشق في البلاد.
تم توحيد كلية العلوم الصحية المجزأة سابقًا في عام 2003 في مبنى تم تجديده حديثًا لمصحة سابقة. يضم مبنى الكلية أحدث مختبرات المهارات الإكلينيكية ويحتوي على مساحات اجتماعية متنوعة يمكن للطلاب استخدامها، مثل الردهة، مع أرائك مريحة وحديقة خضراء مخبأة بين جدران المصحة السابقة.
تم الانتهاء من مركز طب الأسنان السريري والتدريب في عام 2007، ويضم عيادات ومؤسسات مجهزة تجهيزًا جيدًا.
تم بناء مركز العلوم الطبية الأساسية في عام 2008 لتلبية احتياجات الأعداد المتزايدة من الطلاب مع المساحات والمعدات التي تلبي المتطلبات التكنولوجية للقرن الحادي والعشرين. أكثر من ثلث مساحتها مخصصة للبحث العلمي، وتضم قاعات كبيرة وقاعات محاضرات أصغر. يعد المبنى أيضًا موطنًا للعديد من المجموعات البحثية الممنوحة بمنح علمية مشهورة والمشاركة في التعاون الدولي.

## منظمة
كجامعة حكومية، تعمل جامعة سيملفيس تحت رعاية وزارة القدرات البشرية التي تضم ست كليات ومدرسة لدراسات الدكتوراه. الهيئة الحاكمة الرئيسية لجامعة سيميلويس هي مجلس الشيوخ، ورئيسها هو رئيسها. وهي مخولة سلطة اتخاذ القرارات والتوصيات وإبداء الرأي والإشراف. يحدد مجلس الشيوخ مسار الأنشطة التعليمية والبحثية للجامعة ويسعى إلى تحقيقها، مع إيلاء الاعتبار الواجب للميثاق التأسيسي.

### قيادة
تتكون قيادة جامعة سيملفيس من رئيس الجامعة، المسؤول عن الشؤون التعليمية والعلمية والمستشار، ويشرف على الشؤون المالية للجامعة. يساعد رئيس الجامعة خمسة نواب رئيس الجامعة : نائب رئيس الجامعة للشؤون العامة، ونائب رئيس الجامعة للشؤون التعليمية، ونائب رئيس الجامعة للعلوم والابتكار، ونائب الرئيس للشؤون السريرية، ونائب مدير الجامعة للشؤون الإستراتيجية وتطوير.
- رئيس الجامعة: د. بيلا مركلي
- المستشارة: د. ليفيا بافليك
- نائب رئيس الجامعة للشؤون العامة: د. فيرينك بانهيدي
- وكيل الجامعة للشؤون التعليمية: د. بيتر هيرمان
- نائب رئيس الجامعة للعلوم والابتكار: د. بيتر فرديناندي
- نائب مدير الجامعة للشؤون السريرية: د. أتيلا زابو
- نائب رئيس الجامعة للاستراتيجية والتطوير: د. إيفا زابو فيكيتين
- نائب رئيس الجامعة للدراسات الدولية: الدكتور ألان ألبار[11]

### الملاكات
جامعة سيميلويس هي جامعة متخصصة تقدم دورات البكالوريوس والدراسات العليا فقط في مجال العلوم الصحية. تضم الجامعة حوالي 10000 طالب من 60 دولة في خمس قارات. يمثل الطلاب الأجانب حوالي 18% من إجمالي المجتمع. أكبر وأقدم كلية في الجامعة هي كلية الطب التي تضم 4500 طالب يمثلون 40% من إجمالي عدد الطلاب.
- كلية أندراس بيتو
- كلية طب الأسنان
- كلية الصحة والخدمات العامة
- كلية العلوم الصحية
- كلية الطب
- كلية العلوم الصيدلانية
- مدرسة دكتوراه. دراسات

## أكاديميون
تقدم جامعة سيميلويس مجموعة واسعة من التعليم الطبي في ست كليات. توفر الأقسام السريرية العديدة ومختبرات المهارات السريرية التعليم العملي في مجموعات صغيرة للطلاب الذين يحضرون أي دورات في أي من الكليات. يدرس ما يقرب من 11000 طالب دورات في برامج الماجستير ذات المستوى الواحد وعلى مستوى البكالوريوس والماجستير وما بعد التخرج، ويتم منح 1500 منهم دبلومة كل عام.

### برامج الماجستير المتكاملة (برامج الماجستير من مستوى واحد)
يتم تشغيل الطب وطب الأسنان والصيدلة كبرامج ماجستير من فئة واحدة (ماجستير متكامل) بدرجة تُمنح في نهاية خمس سنوات من الدراسة في طب الأسنان والصيدلة وست سنوات في الطب. هذه الدورات عبارة عن دورات دراسية ذات درجة واحدة، بدون خروج متوسط، وهي بديلة لنظام الدورة التدريبية من مستويين.
تتوفر دورات في الطب وطب الأسنان والصيدلة باللغات المجرية والإنجليزية والألمانية.

### برامج البكالوريوس
تقدم كلية العلوم الصحية برامج البكالوريوس في جامعة سيميلويس. مدة البرنامج 8 فصول دراسية (4 سنوات) بإجمالي 240 نقطة ائتمانية.
تتوفر برامج البكالوريوس التالية باللغة الإنجليزية:
- العلاج الطبيعي
- التمريض
- القبالة
- الحمية
- التحاليل التشخيصية الطبية - قياس البصر
- مشرف الصحة العامة[15]

يتوفر برنامج العلاج الطبيعي باللغة الإيطالية في إطار برنامج الجامعة خارج الحرم الجامعي الذي يتم تشغيله في لوغانو، سويسرا.

### برامج الماجستير
يتم تقديم برامج الماجستير في كلية الصحة والخدمات العامة وكلية العلوم الصحية. مدة البرنامج 3 فصول دراسية (1.5 سنة) بإجمالي 90 نقطة ائتمانية.
تتوفر برامج الماجستير التالية باللغة الإنجليزية في كلية العلوم الصحية:
- العلاج الطبيعي
- التمريض[16]

### الدراسات العليا
مدرسة دكتوراه في جامعة سيميلويس. يوجد بالدراسات 7 كليات دكتوراه: الطب الأساسي، الطب السريري، العلوم الصيدلانية، علوم الصحة العقلية، علوم الأعصاب، الطب الجزيئي وعلوم الأمراض. تضم كل مدرسة من 2 إلى 17 برنامجًا دراسيًا تضيف ما يصل إلى أكثر من 40 برنامجًا معًا. تدمج مدرسة الدكتوراه بجامعة سيملفيس مجموعات البحث والبرامج لجميع الكليات التي يحق لها إصدار الدكتوراه. درجات. تعد كلية الدكتوراه بجامعة سيملفيس حاليًا واحدة من أكثر أقسامها تقدمًا حيث حصل حوالي مائة طالب على درجة الدكتوراه. دبلومات كل عام. الدرجات معترف بها من قبل الاتحاد الأوروبي ومقبولة في العديد من البلدان الأخرى حول العالم.

## بحث

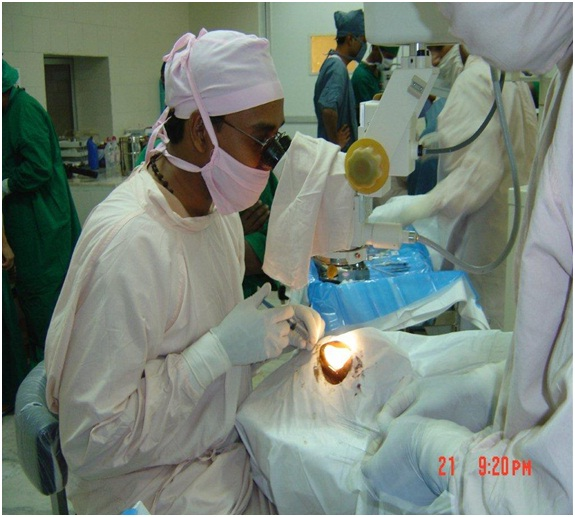
تقصر أداة iknife مدة جراحة السرطان عن طريق تحديد الحد الفاصل بين الأنسجة السرطانية والأنسجة السليمة على الفور تقريبًا

يتم البحث والتطوير والابتكار في جامعة سيملفيس في مجالات العلوم الطبيعية الحية والعلوم الاجتماعية. ضمن هذه الأنشطة، تعد أنشطة البحث والتطوير في علوم الحياة هي الأبرز. المجالات العلمية المرتبطة بالدكتوراه. البرنامج هو الطب النظري والسريري والجزيئي ومتعدد التخصصات والعلوم الصيدلانية وعلوم الصحة العقلية والعلوم المرضية. تقتصر أبحاث العلوم الفيزيائية على قطاعات معينة من الطب النظري ويتم توظيف أبحاث العلوم الاجتماعية في مجالات الصحة العقلية.
يتم تحقيق التعاون في البحث والتطوير والتدريب في جامعة سيميلويس بعدة طرق. نتائج البحث والتطوير تشق طريقها بسرعة إلى العلوم السريرية والصحية وكذلك في الأنشطة التعليمية للجامعة والمناهج الدراسية. تتجلى أوجه التآزر أيضًا في مختلف الشبكات المتخصصة العاملة في الجامعة (مثل تكنولوجيا النانو، والتصوير الحيوي، وعلم الجينوم، والبنك الحيوي)، وكذلك في وحدات الجامعة البحثية (التشخيص، والتكنولوجيا، والعلاج، والوقاية) والتعاون الديناميكي الذي تم تطويره ضمن هذه المناطق.
تتكون المجموعة الكبيرة من المجلات الأكاديمية بجامعة سيملفيس من مواد مطبوعة وموارد عبر الإنترنت (قواعد بيانات ومجلات إلكترونية ذات نص كامل وكتب إلكترونية وما إلى ذلك) يمكن الوصول إليها داخل الحرم الجامعي وخارجه. توفر المكتبة المركزية الوصول إلى أكثر من 5000 مجلة إلكترونية ذات نصوص كاملة والعديد من قواعد البيانات المتخصصة من خلال موقعها على الإنترنت.
ترتبط العديد من براءات الاختراع المعترف بها دوليًا بجامعة سيملفيس، مثل iKnife، وهو جهاز جراحي قادر على التمييز بين الأنسجة السليمة والسرطانية في بضع ثوانٍ فقط بعد القطع الأول، أو المجهر الافتراضي ثلاثي الأبعاد، وهو جهاز مجهز باستخدام ماسح ضوئي للشرائح مجهر قادر على مسح 300 شريحة في جولة واحدة وعارض ثلاثي الأبعاد يقوم بإنشاء إعادة بناء مكاني للعينة التسلسلية.

## علاقات دولية
تمتلك جامعة سيملفيس شبكة ممتدة من العلاقات الدولية تمتد عبر القارات الخمس، بما في ذلك حوالي مائة جامعة ضمن شبكة إيراسموس (Erasmus +) و40 جامعة أخرى في تعاون مشترك على أساس الاتفاقيات الثنائية.

### برامج خارج الحرم الجامعي
منذ أكثر من عقد من الزمان، كانت جامعة سيميلويس من أوائل مؤسسات التعليم العالي الأوروبية التي قدمت برامج عبر الحدود. تسمح هذه البرامج للطلاب الأجانب باتباع منهج سيملفيس أثناء دراستهم في المؤسسة الشريكة بالخارج.
أماكن برامج جامعة سيميلويس خارج الحرم الجامعي:
- Asklepios Campus Hamburg : يوفر هذا النموذج التعليمي لطلاب سيملفيس الفرصة لمواصلة دراستهم في هامبورغ بعد أن أكملوا بنجاح عامين من التدريب النظري في بودابست. يتبع البرنامج في حرم Asklepios منهج سيملفيس بالكامل ويوفر للطلاب دبلومة سيملفيس في نهاية دراستهم. كلية الطب Asklepios Campus Hamburg هي كلية ثنائية القومية تعمل تحت إشراف كلية الطب بالجامعة.
- Lugano Libera Università degli Studi : The LUde. برنامج بكالوريوس العلاج الطبيعي S. مطابق تمامًا للبرنامج المقدم في كلية العلوم الصحية. وفقًا لذلك، يتكون البرنامج من 4 سنوات ويستند إلى كل من الدورات النظرية والتطبيقية. لغة التدريس هي الإنجليزية والإيطالية في هذا البرنامج. يوفر البرنامج دبلومًا مقبولًا وصالحًا في الاتحاد الأوروبي بأكمله
- براتيسلافا - أكاديمية الإدارة الصحية: ماجستير مدير الصحة باللغة السلوفاكية.[21]

### المشاريع المشتركة الدولية
تدير جامعة سيملفيس برامج البحث وتبادل الطلاب بالتعاون مع العديد من الجامعات حول العالم بناءً على الاتفاقيات الثنائية. تقدم البرامج منحًا دراسية للطلاب ذوي النتائج الأكاديمية المتميزة والموظفين للدراسة أو إجراء البحوث في المؤسسات الشريكة. تعتمد البرامج على المعاملة بالمثل وقد تختلف مدة برامج التبادل من أسبوع واحد إلى 3 أشهر. المؤسسات الشريكة لجامعة سيميلويس:
- كلية الطب بجامعة ولاية نيويورك بوفالو
- كلية الطب بجامعة كاليفورنيا ديفيس
- جامعة روتجرز
- جامعة انسبروك الطبية
- جامعة سايتاما الطبية
- جامعة فرايبورغ
- جامعة هايدلبرغ
- جامعة أولم
- جامعة بادوفا
- جامعة تريست
- كلية الطب بجامعة كومينيوس في جيسينيوس مارتن

### الحراك الدولي
يوفر برنامج التنقل Erasmus + للطلاب والموظفين بجامعة سيملفيس الفرصة لإجراء برامج الدراسة أو التدريس أو التدريب داخل أوروبا وخارجها. تستقبل الجامعة حوالي 150 طالبًا واردًا كل عام ويشارك حوالي 120 طالبًا من كليات جامعة سيميلويس الست في برنامج التبادل.

### يوراكسس
يوراكسس (بالإنجليزية: EURAXESS)‏ هي خدمة فريدة قائمة على الويب توفر للباحثين فرصة للعمل في الخارج وتساعد أيضًا الشركات والمؤسسات التي ترغب في توظيف باحثين دوليين. يعمل مكتب إيراسمس بجامعة سيملفيس مع فريق يوراكسس هتغاريا لمساعدة الباحثين المجريين والأجانب على العمل في الخارج أو الدراسة في جامعة سيملفيس.

## الحياة الطلابية
تضم جامعة سيملفيس حوالي 11000 طالب يدرسون في الكليات الست وأكثر من 30 بالمائة يأتون من الخارج. أكبر الأحداث للطلاب هي حفل افتتاح العام الأكاديمي وحفل التخرج، حيث يجمع مئات الطلاب المجريين والدوليين. تقع مواقع ومباني الجامعة في العاصمة المجرية، ومعظمها في وسط المدينة التاريخي، مما يوفر للطلاب حياة ثقافية نابضة بالحياة ونابضة بالحياة. يتوفر سكن للطلاب في عدة مساكن. تقع مناطق المجتمع في معظم المباني الرئيسية وتوفر فرصًا للترفيه والتواصل.

### الأحداث التقليدية
تضم جامعة سيملفيس مجموعات طلابية مختلفة، أكبرها ISSA (رابطة طلاب سيملفيس الدولية). بالاشتراك مع اتحاد الطلاب، ينظمون مجموعة متنوعة من الأحداث.
يهدف كرنفال سيملفيس إلى الجمع بين الطلاب المجريين والدوليين الذين يدرسون في برامج اللغة الإنجليزية والألمانية. يعد مهرجان الطعام متعدد الثقافات جزءًا من الكرنفال حيث يقوم الطلاب الدوليون بإعداد أطباقهم التقليدية.

### الأحداث العلمية
تنظم جامعة سيميلويس مجموعة متنوعة من الأحداث العلمية الكبيرة والصغيرة كل عام. يقدم صالون الباحثين، الذي يقام على أساس شهري، فرصة لأبرز علماء جامعة سيميلويس للتعريف عن أنفسهم منذ عام 2012. يسمح الصالون للعلماء والباحثين الشباب الموهوبين بالحصول على جوائز أو امتيازات أو تعيينات قيادية لتقديم أنفسهم في بيئة فكرية.
تنظم الجامعة العديد من المؤتمرات والمؤتمرات الدولية، وأهمها ندوة سيميلويس السنوية.
شاركت جامعة سيملفيس في ليلة الباحثين على مدى السنوات العديدة الماضية. تسعى المبادرة إلى تقديم نتائج بحثية، مهما كانت أهميتها، لم تصل إلى عموم السكان، أو تم تقديمها بطريقة لا يسهل فهمها. يسمح الحدث أيضًا للشباب باكتشاف جمال المجال الطبي، ويزود أولئك الذين يفكرون في الحصول على وظيفة في مجال الرعاية الصحية بمقدمة شاملة عن المؤسسة.
يمثل الطلاب الجامعة في العديد من الأحداث العلمية الوطنية والدولية. يتمتع المشاركون في العمل العلمي بفرصة عرض معارفهم في المؤتمر السنوي للجمعية العلمية للطلاب، بينما يشارك العديد من طلاب الجامعة الاستثنائيين في مؤتمر الرابطة العلمية للطلاب الوطنيين، الذي يتم تنظيمه في مؤسسة تعليم عالي مجرية مختلفة كل عام.
يوم المهنة في سيملفيس هو معرض التوظيف المستقل بالجامعة الذي لا يحضره فقط المنظمات المشاركة في العمل العلمي، ولكن أيضًا من قبل شركات البحث العلمي العاملة في السوق الصحية.

### أحداث رياضية
يتم تنظيم حفلة حول المسبح كل شهر سبتمبر حيث، بالإضافة إلى السباحة، يمكن للمشاركين الاستمتاع أيضًا بمجموعة متنوعة من الألعاب الاجتماعية. الأحداث الشعبية الأخرى هي بطولة كرة القدم والركض، وكلاهما يقام في الخريف والربيع من كل عام. أهم حدث شتوي هو Semmelweis Ice Carnival، حيث يمكن للمشاركين التزلج مجانًا على أكبر حلبة تزلج في الهواء الطلق في بودابست.

## إشادة دولية
تُصنف جامعة سيميلويس ضمن أفضل 200 جامعة في العالم في مجال تعليم الصيدلة، وفقًا لأحدث تصنيفات المواد الجامعية التي نشرتها تصنيفات جامعة كيو إس العالمية. كما احتلت الجامعة المرتبة الأفضل في المجر في المجال الواسع لعلوم الحياة والطب.
في التصنيف العالمي لجامعة تايمز للتعليم العالي لعام 2019، تم تصنيف جامعة سيميلويس بين 400 و500.

## مشاهير
- أجناتس سيملفيس (1818-1865)، والمعروف شعبيا باسم «المنقذ من الأمهات». بدأ حياته المهنية في فيينا؛ اكتشف سبب حمى النفاس. غادر فيينا إلى كلية الطب في جامعة إمبريال والجامعة الملكية في الآفات (الآن جامعة سيميلويس)، حيث شغل منصب أستاذ ومدير قسم أمراض النساء والتوليد من 1855 إلى 1865.
- ألبرت ناجيرابولت (1893-1986) هو المجري الوحيد الحائز على جائزة نوبل الذي حصل على وسام الأبحاث التي أجريت في المجر. حصل على الدبلوم من كلية الطب في بودابست (الآن جامعة سيميلويس). نجح في عزل فيتامين سي واكتشف مكونات وتفاعلات دورة حامض الستريك في جامعة زيجيد. عاد ألبرت ناجيرابولت إلى كلية الطب بجامعة بودابست بعد الحرب، لكنه هاجر إلى الولايات المتحدة في عام 1947.
- جوديث فورراي (مواليد 1949)، مؤرخة العلوم المجرية، مؤرخة طبية، طبيبة أسنان، أستاذة، دكتورة في الأكاديمية المجرية للعلوم، ورئيسة تحرير مجلة.

## معرض الصور

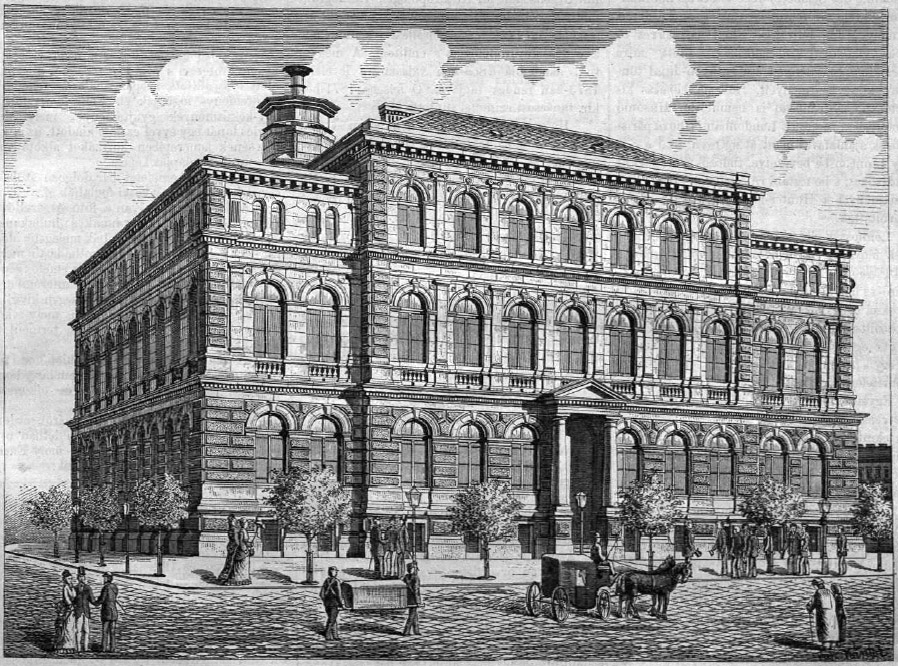
مبنى المعهد التشريحي، تم افتتاحه عام 1878
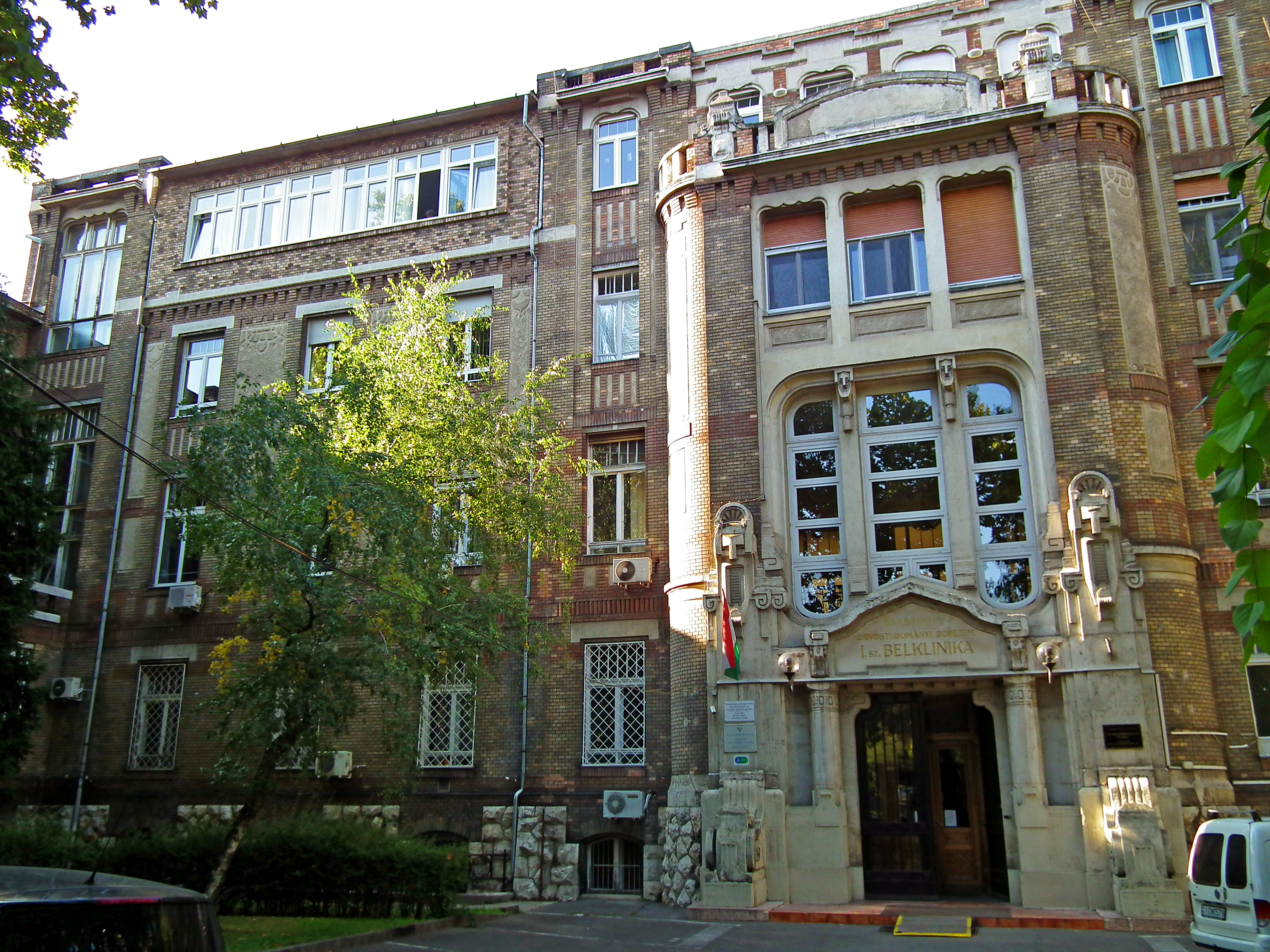
أول قسم للطب الباطني، مجمع جوزيفاروسي السريري
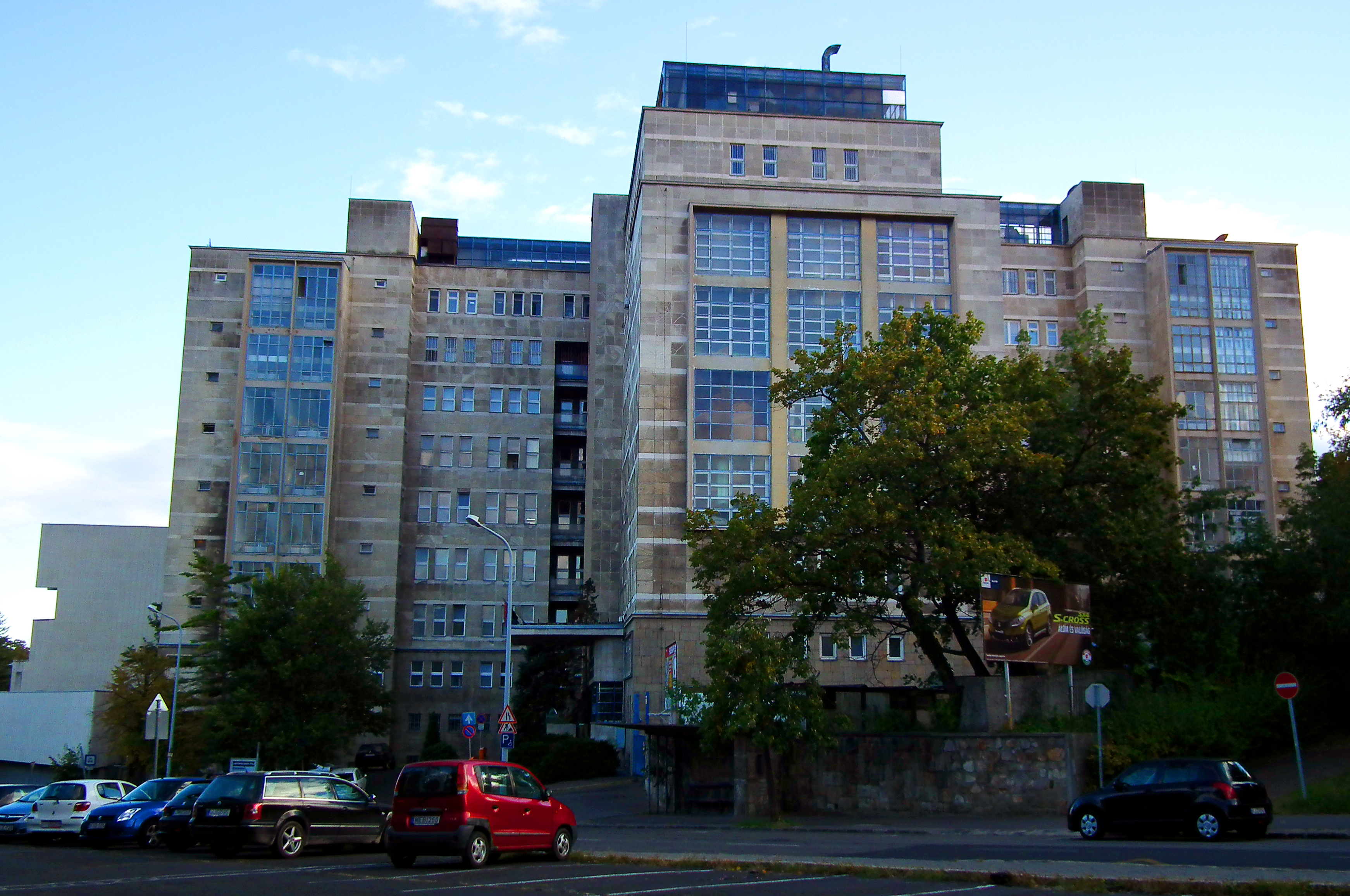
وحدة Kútvölgyi السريرية
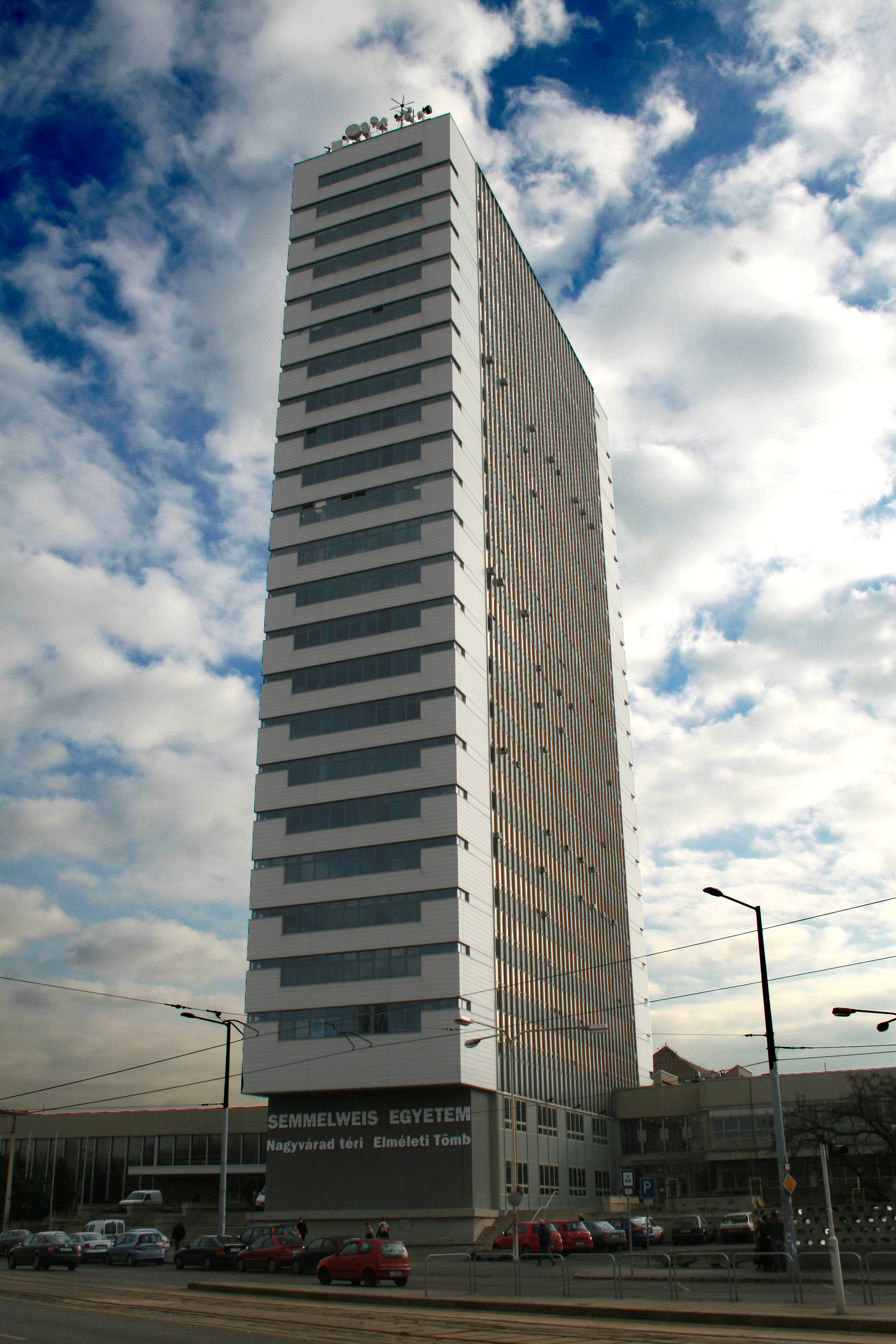
برج جامعة سيميلويس
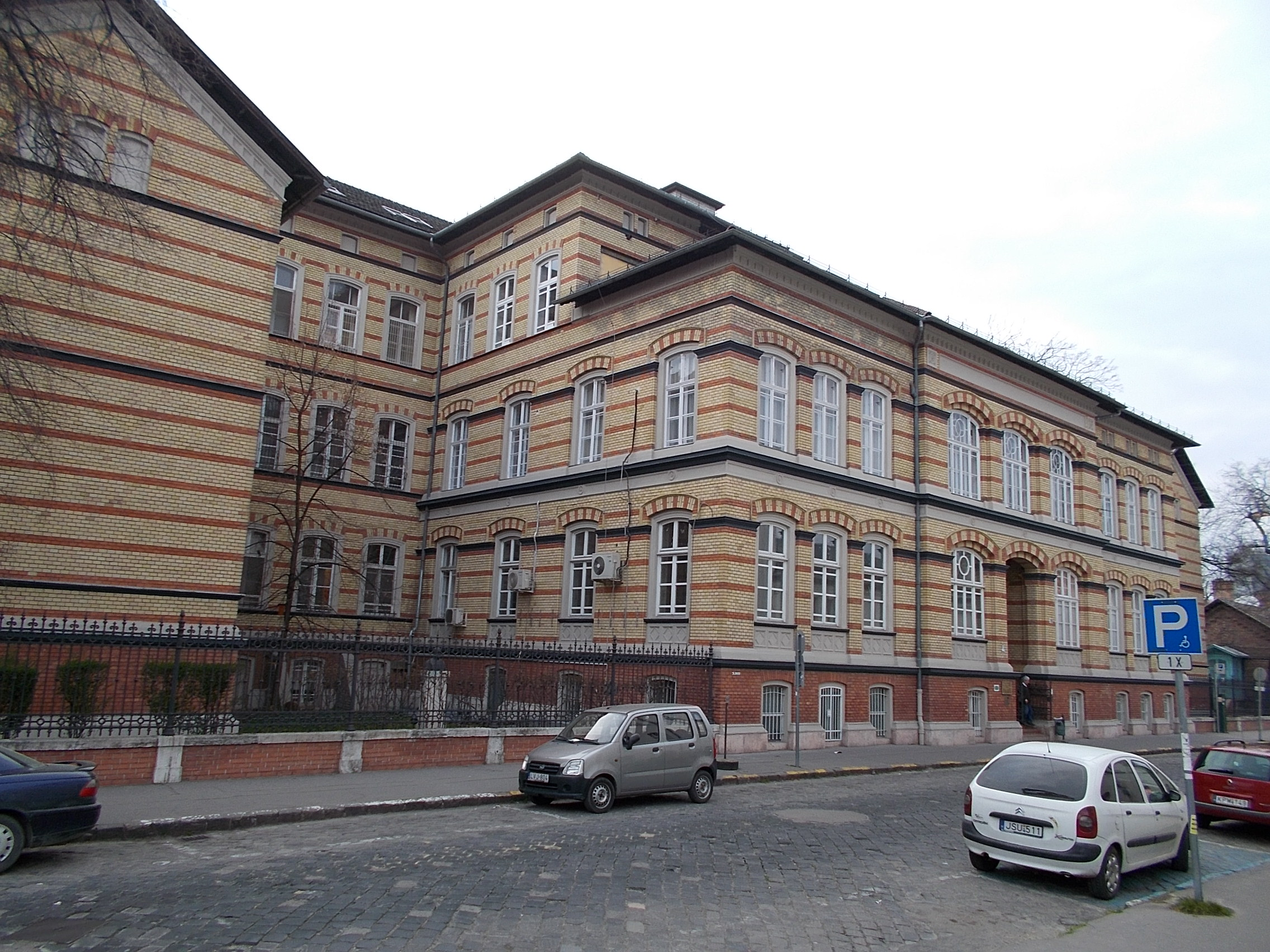
قسم طب الأطفال
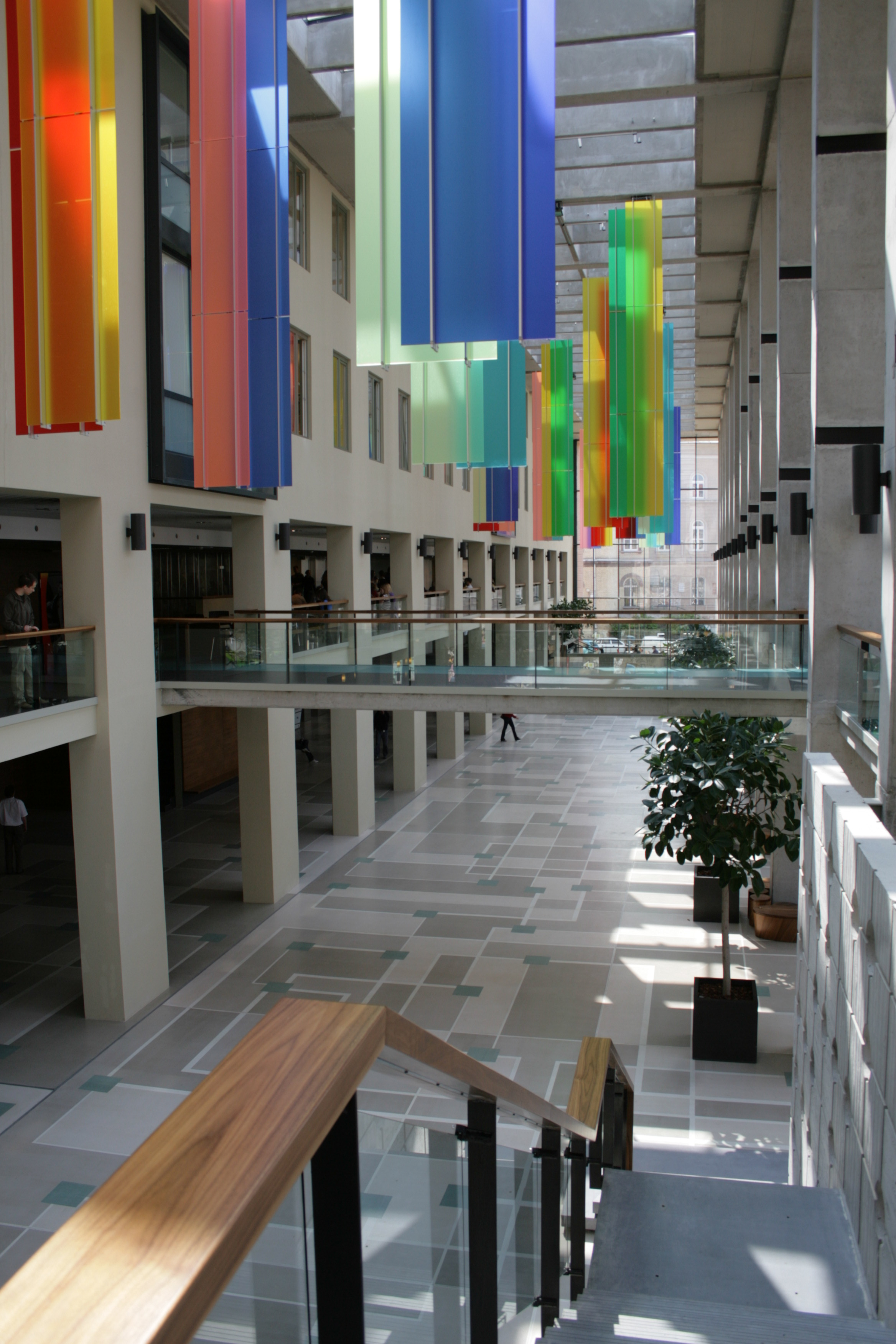
مركز العلوم الطبية الأساسية
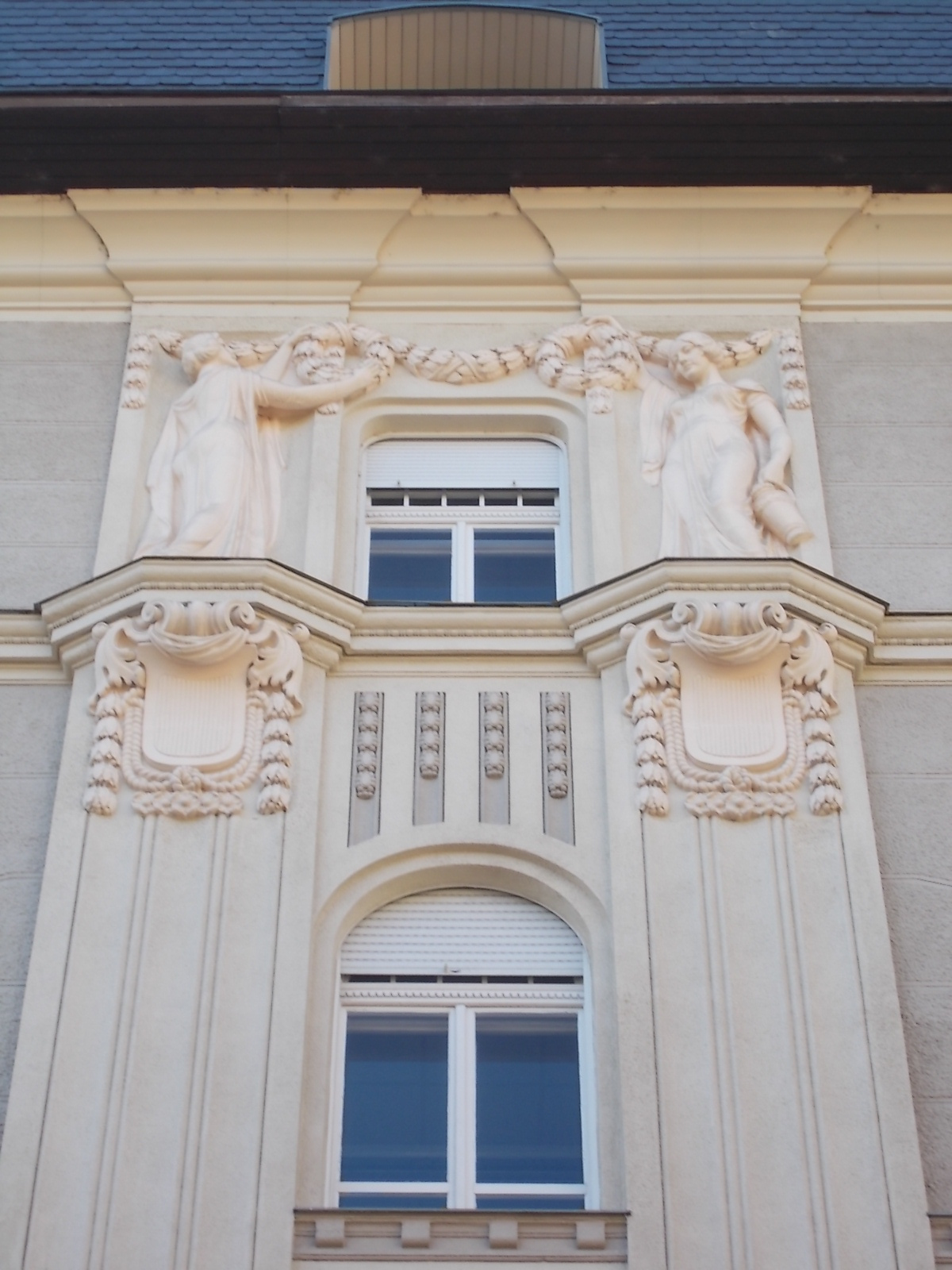
واجهة كلية العلوم الصحية

## روابط خارجية
- الموقع الهنغاري الرسمي لجامعة سيميلويس
- الموقع الإلكتروني الرسمي لجامعة سيميلويس باللغة الإنجليزية
- برنامج اللغة الإنجليزية بجامعة سيميلويس
- الممثل الاسباني لجامعة سيميلويس
- موقع ويب Asklepios Campus Hamburg
- جامعة لوغانو ليبرا ديجلي ستودي
- EURAXESS
- مكتب التنقل الأوروبي
- رابطة طلاب سيميلويس الدولية (ISSA)